# Juan Campillo García
Juan Campillo García (Mazarrón, 16 d'agost de 1930 - Andorra la Vella, 28 de febrer de 1964) va ser un ciclista espanyol, que fou professional entre 1955 i 1964. Nascut a Múrcia es formà a Catalunya, al Club Ciclista Provençalenc. Excel·lent gregari de Federico Martín Bahamontes, en els Tours que disputà, fou el primer murcià en disputar aquesta cursa francesa. En el seu palmarès destaca la victòria al Campionat de Barcelona de 1954 i al Trofeu Jaumendreu de 1959. Morí aixafat per un camió a Andorra el febrer de 1964.

## Palmarès
- 1954
  - 1r al Campionat de Barcelona
- 1958
  - 1r a Montblanc
- 1959
  - 1r al Trofeu Jaumendreu
  - 1r a Benifaió
- 1960
  - Vencedor d'una etapa a la Volta a La Rioja
- 1961
  - 1r a Montblanc

### Resultats al Tour de França
- 1959. 58è de la classificació general
- 1961. 55è de la classificació general
- 1962. 27è de la classificació general
- 1963. 46è de la classificació general

### Resultats a la Volta a Espanya
- 1957. 25è de la classificació general
- 1958. 13è de la classificació general
- 1959. 13è de la classificació general
- 1960. 5è de la classificació general
- 1961. 15è de la classificació general